# Temporada 2011 de la Red Bull MotoGP Rookies Cup
La temporada 2011 de la Red Bull MotoGP Rookies Cup continuó con la búsqueda de futuros campeones del mundo.

## Calendario
La temporada tuvo una expansión del calendario, pasando de 6 fechas a 8 fechas, adiriendo a Estoril por primera vez desde 2008, y Silverstone por primera vez. De las 8 fechas, seis fueron a doble carrera, con carreras únicas en Mugello y Misano.
| Calendario 2011 | Calendario 2011 | Calendario 2011 | Calendario 2011   | Calendario 2011     | Calendario 2011     |
| Ronda           | Fecha           | Circuito        | Pole position     | Vuelta rápida       | Piloto ganador      |
| --------------- | --------------- | --------------- | ----------------- | ------------------- | ------------------- |
| 1               | 2 de abril      | Jerez           | Brad Binder       | Philipp Öttl        | Philipp Öttl        |
| 1               | 3 de abril      | Jerez           | Brad Binder       | Philipp Öttl        | Arthur Sissis       |
| 2               | 30 de abril     | Estoril         | Brad Binder       | Brad Binder         | Brad Binder         |
| 2               | 1 de mayo       | Estoril         | Brad Binder       | Aaron España        | Arthur Sissis       |
| 3               | 11 de junio     | Silverstone     | Alan Techer       | Lorenzo Baldassarri | Lukas Trautmann     |
| 3               | 12 de junio     | Silverstone     | Alan Techer       | Lorenzo Baldassarri | Lorenzo Baldassarri |
| 4               | 24 de junio     | Assen           | James Flitcroft   | Lorenzo Baldassarri | Lorenzo Baldassarri |
| 4               | 25 de junio     | Assen           | James Flitcroft   | Florian Alt         | Arthur Sissis       |
| 5               | 2 de julio      | Mugello         | Stefano Valtulini | Philipp Öttl        | Arthur Sissis       |
| 6               | 16 de julio     | Sachsenring     | Philipp Öttl      | Philipp Öttl        | Philipp Öttl        |
| 6               | 17 de julio     | Sachsenring     | Philipp Öttl      | Florian Alt         | Alan Techer         |
| 7               | 13 de agosto    | Brno            | Florian Alt       | Scott Deroue        | Joe Roberts         |
| 7               | 14 de agosto    | Brno            | Florian Alt       | Joe Roberts         | Alan Techer         |
| 8               | 3 de septiembre | Misano          | Florian Alt       | Florian Alt         | Florian Alt         |

## Estadísticas

### Sistema de puntuación
Solo los 15 primeros suman puntos. El piloto tiene que terminar la carrera para recibir puntos.
| Posición | 1.º | 2.º | 3.º | 4.º | 5.º | 6.º | 7.º | 8.º | 9.º | 10.º | 11.º | 12.º | 13.º | 14.º | 15.º |
| -------- | --- | --- | --- | --- | --- | --- | --- | --- | --- | ---- | ---- | ---- | ---- | ---- | ---- |
| Puntos   | 25  | 20  | 16  | 13  | 11  | 10  | 9   | 8   | 7   | 6    | 5    | 4    | 3    | 2    | 1    |

### Campeonato de pilotos
| Pos. | Piloto              | JER | JER | EST | EST | SIL | SIL | ASS | ASS | MUG | SAC | SAC | BRN | BRN | MIS | Pts |
| ---- | ------------------- | --- | --- | --- | --- | --- | --- | --- | --- | --- | --- | --- | --- | --- | --- | --- |
| 1    | Lorenzo Baldassarri | 4   | 12  | 3   | 2   | 4   | 1   | 1   | 2   | 4   | 6   | 4   | 6   | 6   | 3   | 208 |
| 2    | Arthur Sissis       | 6   | 1   | 2   | 1   | 9   | 7   | 2   | 1   | 1   | 18  | Ret | 2   | Ret | 4   | 199 |
| 3    | Alan Techer         | 3   | Ret | 4   | 4   | 6   | 3   | Ret | 4   | 8   | 4   | 1   | Ret | 1   | 6   | 162 |
| 4    | Philipp Öttl        | 1   | 2   |     |     | 17  | Ret | 7   | 9   | 5   | 1   | 6   | 9   | 9   | 2   | 141 |
| 5    | Tomáš Vavrouš       | Ret | Ret | Ret | 11  | 12  | 10  | 16  | 6   | 2   | 5   | 5   | 3   | 2   | 5   | 114 |
| 6    | Florian Alt         | 5   | Ret |     |     | 8   | Ret | 17  | 3   | 6   | 14  | 2   | 11  | 8   | 1   | 105 |
| 7    | Brad Binder         | 2   | Ret | 1   | 17  | 15  | Ret | 10  | 20  | 10  | 2   | 9   | 12  | 10  | Ret | 95  |
| 8    | Ivo Lopes           | 20  | 8   | 6   | Ret | 2   | 4   | 4   | 16  | 22  | 10  | 12  | 14  | 7   | 8   | 93  |
| 9    | Xavier Pinsach      | 7   | Ret | 7   | 3   | 14  | 5   | Ret | 5   | 7   | Ret | 7   | 5   | Ret |     | 87  |
| 10   | Lukas Trautmann     | 10  | Ret | 10  | 6   | 1   | 2   | 5   | 18  | 21  | 16  | Ret | 19  | Ret | 12  | 82  |
| 11   | Stefano Valtulini   | 15  | Ret | 16  | 14  | 7   | 6   | 12  | 8   | 12  | 15  | 8   | 4   | 5   | 9   | 78  |
| 12   | Joe Roberts         | 12  | 9   | 11  | 5   | 16  | 14  | 13  | 15  | 16  | 17  | Ret | 1   | 12  | 13  | 65  |
| 13   | Aaron España        | 8   | 3   | 8   | 8   | Ret | Ret | 18  | 11  | 3   | Ret | 18  | 22  | 16  | 21  | 61  |
| 14   | Kevin Arginò        | 17  | 4   | 14  | 10  | 3   | Ret | 6   | 13  | 20  | 13  | Ret | 10  | 14  | 16  | 61  |
| 15   | Scott Deroue        | 23  | 11  | 17  | Ret | 19  | 15  | 9   | 7   | 14  | 3   | 16  | 16  | 3   | 20  | 56  |
| 16   | Joakim Niemi        | 19  | 5   | 5   | 7   | Ret | Ret | 8   | Ret | 13  | 7   | Ret | 13  | 15  | 17  | 55  |
| 17   | James Flitcroft     | Ret | 7   | Ret | 9   | 18  | 11  | 3   | Ret | Ret | Ret | 17  | 21  | 4   | Ret | 50  |
| 18   | Hafiq Azmi          | 16  | Ret | Ret | 15  | 5   | 8   | 11  | Ret | 17  | 11  | 11  | 7   | 19  | 19  | 44  |
| 19   | Kyle Ryde           | 13  | 6   | 12  | 12  | 23  | Ret | 20  | 14  | 18  | 12  | 14  | 20  | 11  | 7   | 43  |
| 20   | Andrea Migno        | 11  | Ret | 9   | Ret | 21  | 16  | 19  | 10  | 15  | 8   | 10  | 15  | 13  | 14  | 39  |
| 21   | Willi Albert        | 21  | Ret | 18  | Ret | 11  | 17  | 14  | 12  | 11  | 20  | 3   | 17  | 18  | 15  | 33  |
| 22   | Max Enderlein       | 14  | 10  | 15  | 16  | 20  | 9   | Ret | 19  | 19  | 9   | 13  | 18  | 17  | 11  | 31  |
| 23   | Javier Orellana     | 9   | Ret | DNS | DNS | 13  | 13  | 15  | Ret | 9   | 19  | 15  | 8   | Ret | 18  | 30  |
| 24   | Josep García        | 22  | 13  | 13  | 13  | 10  | Ret |     |     |     |     |     | Ret | 20  | 10  | 21  |
| 25   | Deni Cudic          | 18  | Ret | DNS | DNS | 22  | 12  | 21  | 17  | Ret |     |     |     |     |     | 4   |
| Pos. | Piloto              | JER | JER | EST | EST | SIL | SIL | ASS | ASS | MUG | SAC | SAC | BRN | BRN | MIS | Pts |

| Color     | Resultado                                                               |
| --------- | ----------------------------------------------------------------------- |
| Oro       | Ganador                                                                 |
| Plata     | 2.ª plaza                                                               |
| Bronce    | 3.ª plaza                                                               |
| Verde     | Finalizó en los puntos                                                  |
| Azul      | Finalizó sin puntos                                                     |
| Azul      | NC - No clasificado                                                     |
| Violeta   | Ret - No terminó (Carrera)                                              |
| Rojo      | DNQ - No se clasificó                                                   |
| Negro     | DSQ - Descalificado                                                     |
| Blanco    | DNS - No empezó (carrera)                                               |
| Blanco    | WD - Retirado (fin de semana)                                           |
| Blanco    | C - Carrera cancelada                                                   |
| Sin color | DNP - Inscrito pero no participó                                        |
| Sin color | INJ - Lesionado                                                         |
| Sin color | EX - Excluido                                                           |
| Estado    | Resultado                                                               |
| Negrita   | Pole position                                                           |
| Cursiva   | Vuelta rápida                                                           |
| †         | Abandona, pero clasifica al completar el porcentaje requerido para ello |

## Pilotos
| Pilotos 2011 | Pilotos 2011        | Pilotos 2011 |
| N.º          | Piloto              | Rondas       |
| ------------ | ------------------- | ------------ |
| 5            | Philipp Öttl        | 1, 3–8       |
| 7            | Lorenzo Baldassarri | 1-8          |
| 8            | Hafiq Azmi          | 1-8          |
| 16           | Andrea Migno        | 1-8          |
| 18           | James Flitcroft     | 1-8          |
| 19           | Kevin Arginò        | 1-8          |
| 22           | Aaron España        | 1-8          |
| 25           | Willi Albert        | 1-8          |
| 26           | Deni Cudic          | 1–5          |
| 27           | Joe Roberts         | 1-8          |
| 32           | Max Enderlein       | 1-8          |
| 34           | Xavier Pinsach      | 1–7          |
| 41           | Brad Binder         | 1-8          |
| 43           | Stefano Valtulini   | 1-8          |
| 47           | Tomáš Vavrouš       | 1-8          |
| 50           | Lukas Trautmann     | 1-8          |
| 61           | Arthur Sissis       | 1-8          |
| 66           | Florian Alt         | 1, 3–8       |
| 67           | Joakim Niemi        | 1-8          |
| 69           | Javier Orellana     | 1-8          |
| 75           | Ivo Lopes           | 1-8          |
| 77           | Kyle Ryde           | 1-8          |
| 89           | Alan Techer         | 1-8          |
| 95           | Scott Deroue        | 1-8          |
| 96           | Josep García        | 1–3, 7–8     |